# (8001) Ramsden
Pour les articles homonymes, voir Ramsden.
(8001) Ramsden est un astéroïde de la ceinture principale.

## Description
(8001) Ramsden est un astéroïde de la ceinture principale. Il fut découvert le 4 octobre 1986 à l'Observatoire Kleť par Antonín Mrkos. Il présente une orbite caractérisée par un demi-grand axe de 3,13 UA, une excentricité de 0,17 et une inclinaison de 0,7° par rapport à l'écliptique.

## Compléments